# Casa Longobarda
La cosiddetta Casa Longobarda è un palazzo di Asolo, situato alla fine della contrada di Santa Caterina. 
Il nome deriva dal fraintendimento dell'iscrizione in lingua latina che attesta la regione d'origine del suo costruttore, Francesco Graziolo, il quale la realizzò con l'aiuto del figlio Bartolomeo e vi risiedette per alcuni anni. Graziolo, scultore lombardo arrivato ad Asolo per lavorare alla corte di Caterina Cornaro, progettò tra l'altro il palazzo di Altivole, di cui oggi rimane solo una barchessa, meglio nota come Barco della Regina Cornaro, e realizzò il fonte battesimale, commissionato sempre dalla regina di Cipro, per il duomo asolano.
Il palazzo, di piccole dimensioni, è ritenuto una delle prime testimonianze dell'ordine "rustico", ampiamente diffuso solo dopo il 1537 grazie alla pubblicazione del Trattato di architettura di Sebastiano Serlio. Oltre all'influenza del trattatista bolognese, gli studiosi accostano l'edificio anche a Palazzo Te progettato da Giulio Romano.
La facciata è rivestita di pietra tufacea scolpita secondo il gusto manieristico con volti caricaturali, scene della Genesi, segni zodiacali e Virtù inseriti in una ricca intelaiatura architettonica. Il complesso programma iconografico, ricco di riferimenti alla cabala cristiana e platonica, è forse stato suggerito dall'erudito frate domenicano Francesco Zorzi, priore del convento di San Girolamo ad Asolo dal 1521.
Tra il primo e il secondo piano corre un elegante fregio marcapiano decorato con triglifi e metope con rappresentazioni di patere, bucrani e teste di altri animali.
Sia al piano terra che al primo piano gli architravi delle finestre di forma rettangolare sono sorretti da Cariatidi e colonne (di ordine dorico nel primo, di ordine ionico nel secondo).
Mentre i bassorilievi di soggetto classico sono scolpiti con modi volutamente antichizzanti, quelli di soggetto cristiano hanno invece un gusto arcaico, con richiami a rilievi medievali padani.